# Haard
Die Haard ist eine etwa 55 km² große und bis 156,9 m ü. NHN hoch gelegene Hügellandschaft aus Sandstein im Naturpark Hohe Mark (Nordrhein-Westfalen) im Norden des Kreises Recklinghausen.
Die Haard ist Untereinheit der naturräumlichen Haupteinheit Westmünsterland der Haupteinheitengruppe Westfälische Bucht. Sie wird zusammen mit den Einheiten Hohe Mark (mit Rekener Kuppen) (nordwestlich jenseits der Lippe) und Borkenberge (nordöstlich jenseits von Lippe und Stever) auch unter der Bezeichnung Halterner Berge zusammengefasst.

## Geographie

### Lage
Die Haard erstreckt sich am Nordrand des Ruhrgebiets im Kreis Recklinghausen, etwa 9 km nordnordöstlich der Kreisstadt (je von Zentrum zu Zentrum) zwischen Haltern am See im Norden, Datteln im Osten, Oer-Erkenschwick im Süden sowie Marl im Westen. Sie liegt südöstlich des Waldgebiets Hohe Mark, südsüdwestlich der Borkenberge und östlich der A 43.

### Orte, Grenzen und Flurnamen
In Oer-Erkenschwick ist die Haard vom Haardgrenzweg eingeschlossen und bildet mehr oder minder einen gesonderten Stadtteil; in Marl wird die Haard als Teilstadtteil von Sinsen-Lenkerbeck angesehen; hier bildet die A 43 eine scharfe Grenze zur Halde Brinkfortsheide Fortsetzung, die mit 116,8 m deutlich höher ist als die benachbarten Haard-Berge. In Haltern und Datteln ist das etwas anders, da die Haard auf den Gebieten einstmals eigenständiger, kernstadtferner Gemeinden steht, die im Falle Haltern auch, anders als die Stadt, zum Vest Recklinghausen gehörten. Hamm-Bossendorf gehörte zum Amt Marl, Flaesheim und Ahsen zum Amt Datteln, lediglich die Bauerschaft Bockum unterstand unmittelbar dem Kirchspiel Datteln. In Hamm-Bossendorf und im Westen Flaesheims bildet der Bossendorfer Damm (L 612) eine scharfe Grenze, in Richtung Flaesheim dann eher die bis vor die Siedlung des Stifts reichende Waldgrenze, östlich des Flaesheimer Baggersees dann der Wesel-Datteln-Kanal. Auf Ahsener Gemarkung ist eher der Ostlevener Weg Grenze, dann der Heidgartenweg und schließlich die Balkenschlenke, gleichzeitig Grenzweg zwischen Ahsen und Bockum. Im Inneren Bockums bildet In den Wellen einen Haardgrenzweg. Kurz vor dessen Ende am Stadtgrenzweg Holtgarde folgt man sinnvollerweise der Waldgrenze nach Süden und dann Osten und gelangt über In den Stämmen zur Recklinghäuser Straße, die, in Oer-Erkenschwick als Ahsener Straße, einen kurzen Abschnutt Haardgrenze bildet, bis der namentliche Haardgrenzweg abzweigt.
Innerhalb der beschriebenen Grenzen nimmt die Haard eine Fläche von 48 km² ein, davon liegen 11,5, also knapp ein Viertel, westlich der Halterner (Marl) bzw. Recklinghäuser (Haltern) Straße (L 551). Ihre größte Längenausdehnung von rund 10 km hat sie in Westnordwest-Richtung vom Autobahnkreuz Marl-Nord und der A 43 südflich davon bis vor Ahsen. In Gegenrichtung, Flaesheim bis vor Sinsen, sind es etwa 5 km.
Gut zwei Drittel des Marler Anteils der Haard bilden die Lenkerbecker Mark und liegen auf dem früheren Gebiet der Bauerschaft Lenkerbeck. Der Wald unmittelbar südlich Flaesheims trägt den Namen Sundern. Der Ahsener Teil ist schon auf sehr alten Karten als Ahsener Gemeinheit eingezeichnet, inzwischen sieht man westlich des in Ostleven mündenden Gernebachs auch den Schriftzug Gemeinheit Leven; der Bockumer Teil wird als Bockumer Mark bezeichnet. Die Tatsache, dass der dem Ahsener Teil südwestlich gegenüberstehende Teil mit Diller Mark bezeichnet ist, deutet an, dass die Herren von der Dillenburg in Rapen hier herrschten, dieser Teil also vor der „Gründung“ Oer-Erkenschwicks im Jahre 1926 zur Dattelner Bauerschaft Rapen gehörte. Die Grenzziehung auf der Kreiskarte von 1845 deutet an, dass selbst der Stimberg im Gebiet von Rapen / Amt Datteln lag.

### Naturräumliche Zuordnung
Die Haard bildet in der naturräumlichen Haupteinheitengruppe Westfälische Bucht (Nr. 54) und in der Haupteinheit Westmünsterland (544) die Untereinheit Haard (544.7). Ihre Landschaft fällt nach Nordosten bis Norden in den Naturraum Flaesheimer Terrassen (544.62) ab, der zur Untereinheit Halterner Tal (544.6) zählt, und nach Westen in den Naturraum Drewer Sandplatten (544.81), der zur Untereinheit Dorstener Talweitung (544.8) gehört. Nach Süden fällt sie in die Naturräume Erkenschwicker Tal (543.14) und Sinsener Flachwellen (543.13) ab und nach Südosten in den Naturraum Bockumer Hügelwellen (543.12), die in der Haupteinheit Emscherland (543) zur Untereinheit Oer-Waltroper Flachwellen (543.1) gehören.

### Erhebungen
Zu den Erhebungen der Haard gehören, sortiert nach Höhe (Nachkommastellen sind nur angegeben, falls per Digitalem Höhenmodell ermittelt, da die Deutsche Grundkarte oft um einige Dezimeter korrigiert wurde):
- Stimberg (156,9 m; mit markanter Sandsteinfelsformation und ehemaligem militärischem Richtfunkturm) – nördlich von (Klein-)Erkenschwick
- Rennberg (139,4 m; mit Feuerwachturm) – südlich von Flaesheim
- Farnberg (136,2 m; mit Feuerwachturm) – nordnordwestlich des Stimbergs
- Küsberg (132,6 m) – äußerster Südosten, östlich des Stimbergs, Forsthaus
- Finkenberg (132,4 m) – südsüdwestlich von Flaesheim
- Schlittenberg (128 m) – südliche Randhöhe, unmittelbar nördlich von Oer
- Weseler Berg (125,8 m) – etwa im Zentrum der Haard
- Schwarzer Berg (123,9 m) – nordnordöstlich von Sinsen (Marl)
- Dachsberg (122,8 m) – südlich von Flaesheim
- Scharpenberg (113,3 m) – nordöstlich von Sinsen, unmittelbar westlich des Schwarzen Bergs
- Hammerberg (105,0 m) – südsüdwestlich von Bossendorf
- Kibitzberg (104 m; bis 2011 mit Feuerwachturm) – südlich von Bossendorf
- Deponie Petersberg (88,0 m) – unmittelbar nördlich Sinsens
- Dummberg (82 m) – nordwestlich des Jammertals
- Hülsberg (80,2 m) – westlicher Randberg an der A 43
- Eggenberg (77 m) – ostsüdöstlich von Bossendorf, nördliche Randanhöhe am Bossendorfer Damm

Hinzu kommen „Pseudoberge“, d. h. Ortslagen und Hänge, die Bergnamen tragen, wie der für ein Forsthaus namensgebende Haidberg nördlich Sinsens und der den Flaesheimer Baggersee nach Südosten flankierende Schrammberg.
Die wichtigste Scharte, nämlich die zwischen der Gruppe um den Stimberg und der um den Rennberg, liegt auf 91 m an der Ahsener Allee, die das Gernegrabental im Südwesten bei Haus Haard (Oer-Sinsen) mit dem Gernebachtal im Nordosten (Ahsen-Ostleven) verbindet. Die Allee selber erreicht maximal 91,4 m ü. NHN.

### Gewässer
Die Haard ist fast frei von fließenden Oberflächengewässern, da die entspringenden Bäche in der Regel versickern und erst am Rande des Höhenzuges wieder zu Tage treten. Eine Ausnahme bildet der Gernebach im Nordosten, der direkt in die Lippe mündet und ein geschütztes Tal (NSG Gernebachtal) bildet. Der Gernegraben im Südosten hingegen, der ein ähnlich großes Einzugsgebiet entwässert, kommt erst unmittelbar nördlich von Haus Haard ans Tageslicht.
Im Uhrzeigersinn, beginnend im Osten, entwässern folgende Bäche die Haard:
- über den Steinrapener Bach zum Dattelner Mühlenbach (und mit dem zur Lippe):
  - Hilgenbach
  - Hegenbach
- über den Silvertbach zur Lippe:'
  - Denningsgraben
  - Bach von Mutter Wehner
  - Ludbrocksbach
  - Gernegraben
- direkt zur Lippe:
  - Gernebach
  - Mahlenburger Mühlengraben

Der Mahlenburger Graben ist bereits kein innerer Bach der Haard mehr; seine bauerschaftlich genutzte Talung säumt den Ostrand.

## Geologie

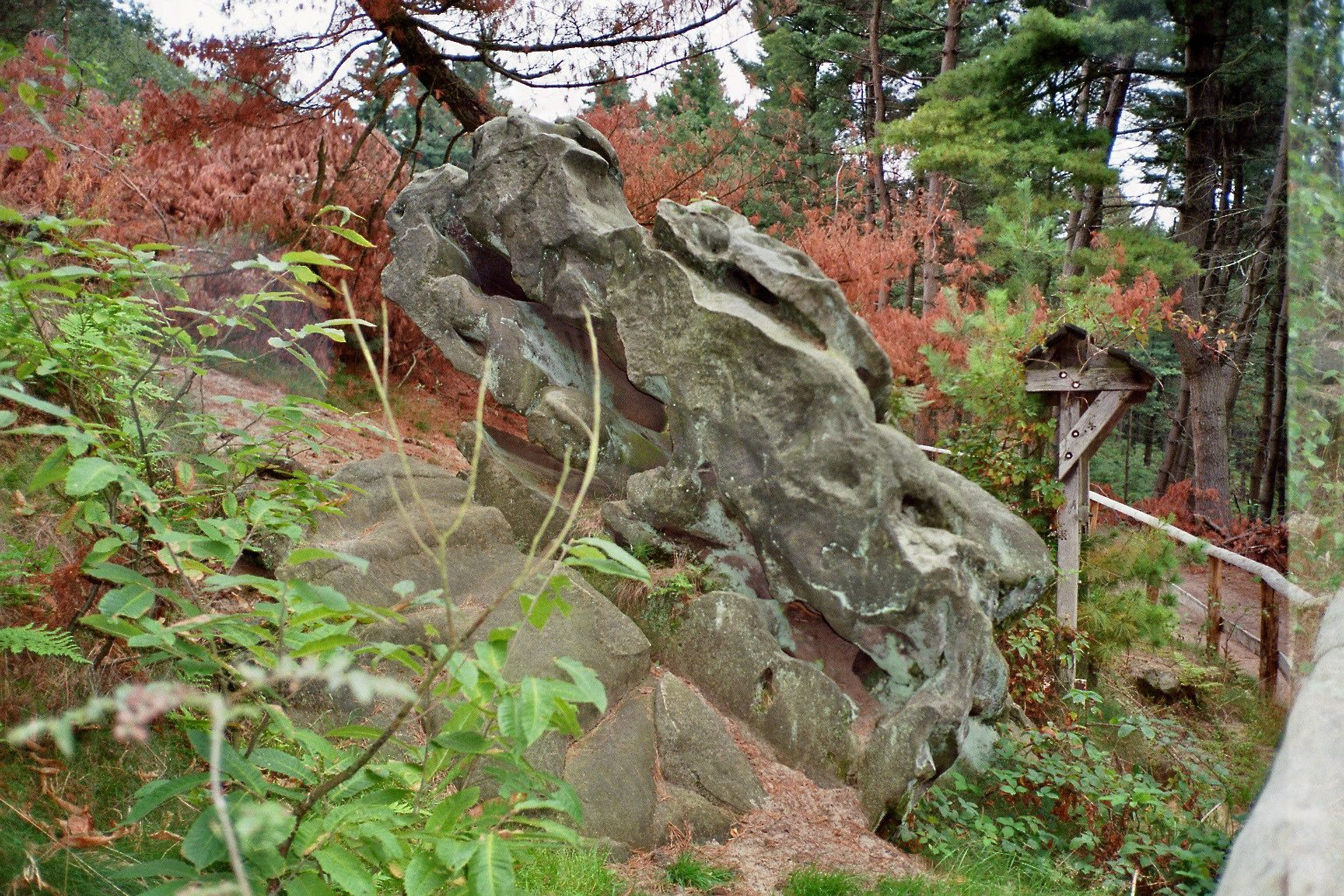
Schwartensandstein

Die Haard entstand während der Eiszeit; Näheres siehe Naturpark Hohe Mark.
Am Stimberg gibt es Felsbänke aus Sand, bei dem eine Mischung von Kieselsäure und farbigen Eisenverbindungen zur Zementation führte, so dass er zum sogenannten Schwartensandstein wurde. Die Eisensandsteine enthalten bis zu 30 % Eisen.
Im Tal, das nördlich an die Haard grenzt, fließt die Lippe entlang des Wesel-Datteln-Kanals nach Westen. Dort befinden sich auch die vom Lippe-Zufluss Stever durchflossenen Stillgewässer Halterner Stausee und Talsperre Hullern.

## Naturschutzgebiete
Anders als bei den Borkenbergen, die fast komplett unter Naturschutz stehen, gibt es in der Haard nur ein paar kleine Naturschutzgebiete:
- Gernebachtal (41,0 ha), Nordosten
- Kollental (2,3 ha), unweit nordwestlich
- Brinksknapp (17,0 ha); Südwesten, nah Sinsen
- Schwarzer Berg (10,7 ha), unmittelbar nordöstlich
- Stimberghöhe (2,0 ha); Südosten, am Stimberg
- Jaust-Bruchwald (8,0 ha); äußerster Osten, nah dem Mahlenburger Mühlengraben

## Wirtschaft und Infrastruktur

### Verkehr
Durch den Westauslauf der Haard bzw. die Haard westlich flankierend führt von Haltern am See im Norden vorbei an Marl nach Recklinghausen im Süden die Bundesautobahn 43. Beim dortigen Kreuz Marl-Nord überquert die Autobahn die am Kreuz ineinander übergehenden Straßen A 52 und Bossendorfer Damm  (L 612), der die Haard von Norden flankiert. Auf ihn trifft die von Süden kommende frühere B 51 und heutige L 551, die Halterner Straße (Marl) bzw. Recklinghäuser Straße (Haltern), die einzige öffentliche Straße, die die Haard quert.
Der Bossendorfer Damm endet in Flaesheim, hier wird er durch die Flaesheimer Straße (L 609) verlängert, die die Haard mit etwas Abstand flankiert und in Datteln Ahsener Straße heißt. In Ahsen geht die Recklinghäuser Straße (L 889) nach Süden ab, die ebenfalls die Haard mit etwas Abstand säumt; von dieser Straße zweigt etwa mittig zwischen beiden Ortschaften die Redder Straße ab, welche nach Nordwesten, in den Höhenzug, unter anderem zum Jammertal Resort (Hotel) verläuft. In Oer-Erkenschwick heißt die L 889 Ahsener Straße und wird auch für einen kurzen Abschnitt zur Randstraße der Haard. Mitten im Ort verbindet sie die Klein-Erkenschwicker Straße (K 19) mit der Sinsener Straße (L 798), die die Haard in deutlichem Abstand von Süden flankiert und in Sinsen, als Schulstraße, auf die Halterner Straße trifft.
Der Rhein-Haard-Express (RE 2) verkehrt täglich im Stundentakt vom Münsteraner Hauptbahnhof zum Düsseldorfer Hauptbahnhof; bis Duisburg Hbf ist die Verbindung durch die Linie RE 42 nach Mönchengladbach zu einem Halbstundenrhythmus verdichtet. Nächstliegende Station ist der Bahnhof Marl-Sinsen.
Die Haard verfügt über zahlreiche Wander- und Reitwege.

### Infrastruktur

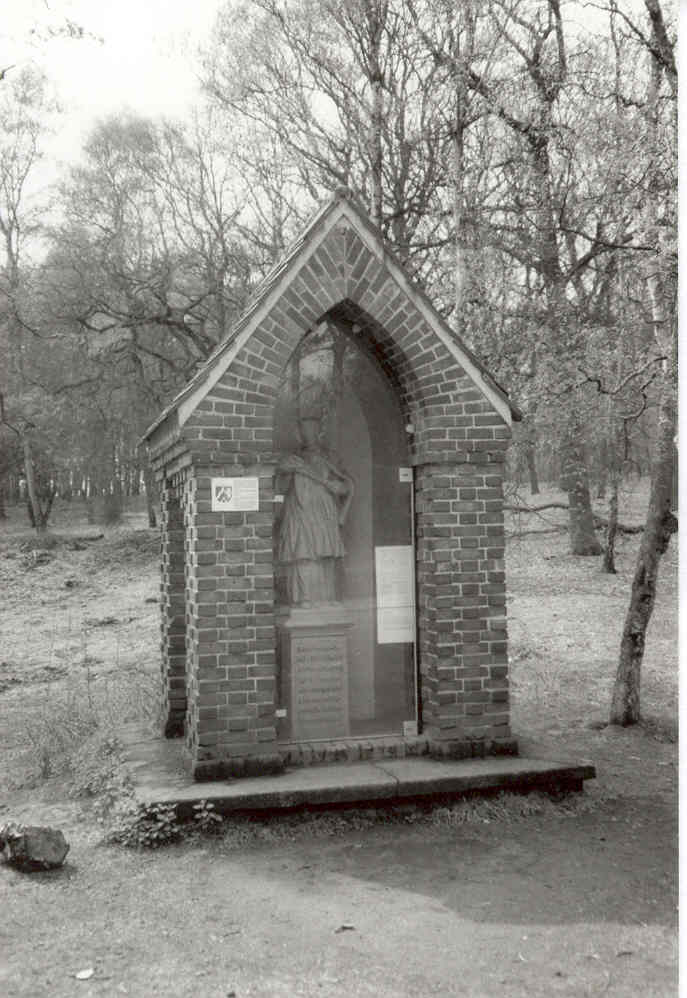
Wanderertreffpunkt: das Häuschen von Jans Boms Steen

Die gänzlich bewaldete Haard ist neben der benachbarten Hohen Mark das größte zusammenhängende Waldgebiet am Nordrand des Ruhrgebiets, das außerhalb der Besiedelung sonst aus Feldern, Wiesen und auch Mooren besteht.
Die Haard ist nahezu unbesiedelt. Es gibt lediglich die Fachklinik für Kinder- und Jugendpsychiatrie des Landschaftsverbands Westfalen-Lippe, die LWL-Klinik Marl-Sinsen (Haardklinik) in Sinsen-Lenkerbeck (Marl) direkt westlich der Halterner Straße, mehrere Gaststätten sowie einen namentlichen Forsthof an der Recklinghäuser Straße in Haltern und (mindestens) drei weitere Forsthäuser, nämlich Am Hülsberg im äußersten Westen, Am Haidberg im äußersten Süden bei Sinsen (Halterner Straße) und Am Küsberg im äußersten Südosten.
Ferner gibt es Relikte aus der Bergbauzeit. Ganz im Westen lag Schacht VI der Zeche Auguste Victoria, unmittelbar östlich der Halterner Straße lagen Schacht Haltern I/II der Zeche General Blumenthal. Die Zeche Ewald Fortsetzung betrieb wiederum nordöstlich der Mitte den Schacht An der Haard I; ihr Mundloch liegt nördlich des Stimbergs, hier steht inzwischen die Barbarakapelle.
Unmittelbar nördlich der Haard liegt eingetieft der Baggersee Flaesheim, wo Sand gewonnen wurde.

### Aussichtsmöglichkeiten

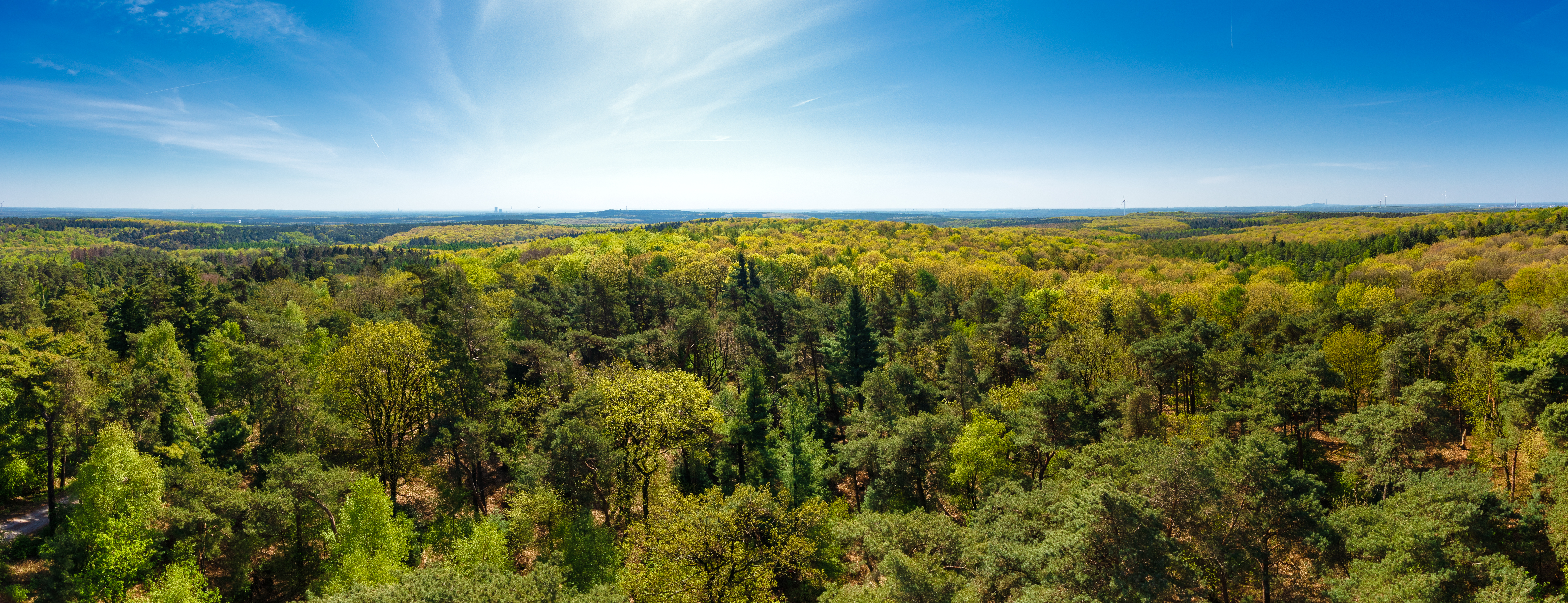
Panoramablick vom Feuerwachturm Rennberg über die Haard

Auf dem Rennberg steht einer der beiden Feuerwach- und Aussichtstürme der Haard, auf dem Farnberg der andere. Bei guter Fernsicht bietet sich von dort aus ein Panorama, das vom Teutoburger Wald bis zum Niederrhein und von den Baumbergen bis ins Bergische Land und Sauerland reicht.
- 360° Kugelpanorama vom Feuerwachturm auf dem Rennberg (etwas andere Position als rechts, mit Turmspitze)